# La matta dei fiori
La matta dei fiori è un cortometraggio del 1997 diretto da Rolando Stefanelli.
Nel 1998 il film ha vinto il David di Donatello per il miglior cortometraggio e il premio speciale della giuria al Festival international du court métrage de Clermont-Ferrand.

## Riconoscimenti
- 1998 - David di Donatello
  - David di Donatello per il miglior cortometraggio
- 1998 - Festival international du court métrage de Clermont-Ferrand
  - Premio speciale della giuria
- 1997 - Bellaria Film Festival
  - Gabbiano d'oro
- 1997 - Arcipelago Film Festival
  - Premio del pubblico